# NKクストシヤ・ザグレブ
NKクストシヤ・ザグレブ（NK Kustošija Zagreb）は、クロアチアのザグレブをホームタウンとするサッカークラブである。

## 歴史
1929年7月15日にザグレブでŠKメタラツ (Športski klub Metalac) として創設された。サッカー以外にチェス、水泳部門が存在した。サッカー部門の最初の試合は1930年9月14日に行われ、1-2で敗れた。
1941年5月18日に解散したが、1945年6月9日にFDメタラツ (Fizkulturno društvo Metalac) として再創設された。1953年8月7日にSDメタラツ (Sportsko društvo Metalac)、1969年3月18日にRSDメタラツ (Radničko sportsko društvo Metalac)、1993年にNKクストシヤ (NK Kustošija) に改称された。1964年にはクストシヤと合併した。
2017年にトレチャHNL・西地域で2位になり、優勝したNKヴィノグラダールの代わりにドルガHNLに昇格した。2012年にヴラディミル・バビッチが会長に就任後、5年間で6部リーグから2部リーグまで昇格を果たした。

## タイトル

### 国内タイトル
- なし

### 国際タイトル
- なし

## 過去の成績
| シーズン | ディビジョン | ディビジョン | ディビジョン | ディビジョン | ディビジョン | ディビジョン | ディビジョン | ディビジョン | ディビジョン | カップ   |
| シーズン | リーグ       | 試           | 勝           | 分           | 敗           | 得           | 失           | 点           | 順位         | カップ   |
| -------- | ------------ | ------------ | ------------ | ------------ | ------------ | ------------ | ------------ | ------------ | ------------ | -------- |
| 2016-17  | トレチャHNL  | 30           | 16           | 6            | 8            | 59           | 35           | 54           | 2位          | 予選敗退 |
| 2017-18  | ドルガHNL    | 33           | 11           | 7            | 15           | 34           | 39           | 40           | 8位          |          |
| 2018-19  | ドルガHNL    | 26           | 7            | 7            | 12           | 20           | 28           | 28           | 11位         |          |
| 2019-20  | ドルガHNL    | 19           | 6            | 5            | 8            | 19           | 27           | 23           | 13位         |          |
| 2020-21  | ドルガHNL    | 34           | 12           | 15           | 7            | 43           | 38           | 51           | 5位          |          |
| 2021-22  | ドルガHNL    | 30           | 11           | 9            | 10           | 39           | 35           | 42           | 5位          |          |
| 2022-23  | ドルガHNL    |              |              |              |              |              |              |              | 位           |          |

## 歴代所属選手
- トミスラヴ・ツルンコヴィッチ 1947-1949
- ディノ・ドルピッチ 2017

5 	Kustošija 	30 	11 	9 	10 	39 	35 	+4 	42